# Mikroregion Novoříšsko
Mikroregion Novoříšsko je svazek obcí v okresu Jihlava a v okresu Jindřichův Hradec, jeho sídlem je Nová Říše a jeho cílem je rozvoj regionu. Sdružuje celkem 12 obcí a byl založen v roce 2002.

## Obce sdružené v mikroregionu
- Bohuslavice
- Dolní Vilímeč
- Jindřichovice
- Markvartice
- Nová Říše
- Rozseč
- Sedlatice
- Stará Říše
- Vápovice
- Vystrčenovice
- Zdeňkov
- Červený Hrádek